# Liste der Ariane-6-Raketenstarts

Ariane 6 in den Konfigurationen Ariane 62 mit zwei und Ariane 64 mit vier Feststoffboostern

Die Ariane-6-Startliste umfasst alle bekannten Starts der europäischen Ariane-6-Trägerrakete. Die Ariane 6 ersetzt die erfolgreiche Ariane 5 und stellt gegenüber dieser eine Neuentwicklung dar, die preiswertere Starts ermöglichen soll. Gestartet wird die Rakete vom Startplatz ELA-4 des Centre Spatial Guyanais bei Kourou in Französisch-Guayana.

## Statistik
Stand: 13. August 2025
| Version          | Ariane 62    | Ariane 64 |
| ---------------- | ------------ | --------- |
| Erster Flug      | 9. Juli 2024 | (geplant) |
| Anzahl der Flüge | 3            | 0         |
| Erfolgreich      | 2            | 0         |
| Fehlstarts       | 0            | 0         |
| Teilerfolge      | 1            | 0         |

## Erfolgte Starts
Stand: 13. August 2025
Der erste Start einer Rakete ist immer mit einem erhöhten Risiko verbunden. Er erfolgte daher bei der Ariane 6 mit einem Nutzlastdummy, das eine große Nutzlast simulierte, und von dem in unterschiedlichen Höhen zehn kleinere sekundäre Nutzlasten abgeworfen werden sollten. Weitere Experimente waren fest auf dem Nutzlastdummy montiert und sollten dort verbleiben, bis die Oberstufe beim Wiedereintritt in die Erdatmosphäre verglüht. Dazu gehörten die Experimente Parisat, Peregrinus, SIDLOC, LIFI und YPSat – Eye2Sky. Die meisten dieser Nutzlasten waren Technologiedemonstratoren, Universitätsprojekte oder Testmodelle, die auf Funktionstüchtigkeit und Verhalten unter Weltraumbedingungen getestet werden.
| Lfd. Nr. | Datum               | Typ       | Flug-Nr. | Nutzlast | Art der Nutzlast | Nutzlast in kg 1 ca.                        | Orbit 2 | 012Anmerkungen02 |
| 2024     | 2024                | 2024      | 2024     | 2024 | 2024 | 2024                                        | 2024    | 2024 |
| -------- | ------------------- | --------- | -------- | --- | --- | ------------------------------------------- | ------- | --- |
| 1        | 9. Juli 2024 19:00  | Ariane 62 | VA262    | SpaceCase SC-X01 Nyx Bikini Curium One Replicator OOV-Cube 3Cat-4 ISTSAT-1 GRBBeta Elana 48: Curie A, B PariSat Peregrinus SIDLOC LIFI YPSat – Eye2Sky | Wiedereintrittskapsel Amateurfunksatellit 3D-Druck Internet der Dinge Erdbeobachtungssatellit ADS-B Forschungssatellit Weltraumwetter Experiment Strahlungsmessgerät Funkbake Li-Fi Fotografie | 43 ca. 40 24,5 17 1,3 2 × 5 12 0,5 0,15 ? 3 | LEO     | Teilerfolg Die dritte Zündung des Triebwerks der zweiten Stufe schlug fehl. Die Nutzlasten Nyx Bikini und SpaceCase SC-X01 verblieben daraufhin an der Raketenstufe und mit dieser als Weltraumschrott im Orbit. |
| 2025     |                     |           |          | | |                                             |         | |
| 2        | 6. März 2025 16:24  | Ariane 62 | VA263    | CSO 3 | Aufklärungssatellit | 3560                                        | SSO     | Erfolg |
| 3        | 13. Aug. 2025 00:37 | Ariane 62 | VA264    | MetOp-SG A1 | Wettersatellit | ca. 4000                                    | SSO     | Erfolg |

## Geplante Starts
Die Datumsangaben verstehen sich als Planungen oder Erwartungen für den frühestmöglichen Starttermin. Die für Ariane 64 gebuchten Einzelsatelliten können zu Mehrfachstarts mit jeweils mehreren Satelliten auf einem Flug zusammengefasst werden. Dies ist in der Liste jeweils mit einem Fragezeichen gekennzeichnet.
| Lfd. Nr.    | Datum, Belege        | Typ        | Flug-Nr. | Kunde Nutzlast          | Art der Nutzlast              | Nutzlast in kg 1 ca. | Orbit 2                   | Anmerkungen    |
| ----------- | -------------------- | ---------- | -------- | ----------------------- | ----------------------------- | -------------------- | ------------------------- | -------------- |
|             | Nov. 2025            | Ariane 62  |          | Sentinel-1D             | Erdbeobachtungssatellit       |                      | SSO                       |                |
|             | 2025–2026            | Ariane 62  |          | Galileo 33, 34          | zwei Navigationssatelliten    | 2 × 715              | MEO                       |                |
|             | 2026                 | Ariane 62  |          | Galileo 35, 36          | zwei Navigationssatelliten    | 2 × 715              | MEO                       |                |
|             | 2026                 | Ariane 62  |          | Galileo 37, 38          | zwei Navigationssatelliten    | 2 × 715              | MEO                       |                |
|             | Sep. 2026            | Ariane 64  |          | MTG-I2, ?               | Wettersatellit                | 3400                 | GTO                       |                |
|             | Dez. 2026            | Ariane 62  |          | PLATO                   | Weltraumteleskop              | 2208                 | Transferbahn zum L2-Punkt |                |
|             | 2027                 | Ariane 64  |          | Optus-11, ?             | Kommunikationssatellit        |                      | GTO                       |                |
|             | 2027                 | Ariane 64  |          | Galileo 2. Generation   | 2 Navigationssatelliten       | 2× 2300              | MEO                       |                |
|             | 2027                 | Ariane 64  |          | Intelsat 41 Intelsat 44 | zwei Kommunikationssatelliten | 8000                 | GTO                       |                |
|             | 2027                 | Ariane 64  |          | Intelsat 45, ?          | Kommunikationssatellit        |                      | GTO                       |                |
|             | frühestens 2027      | Ariane 64  |          | Galileo 2. Generation   | 2 Navigationssatelliten       | 2× 2300              | MEO                       |                |
|             | 2029                 | Ariane 62  |          | ARIEL Comet Interceptor | Weltraumteleskop Kometensonde | 1300 < 1000          | Transferbahn zum L2-Punkt |                |
|             | 2031                 | Ariane 6   |          | EnVision                | Venussonde                    |                      | Fluchtbahn                |                |
|             | 2035                 | Ariane 6   |          | LISA                    | Gravitationswellendetektor    |                      |                           |                |
| Ohne Termin |                      |            |          |                         |                               |                      |                           |                |
|             | [ 25 ]               | Ariane 6 3 |          | Eutelsat                | drei Kommunikationssatelliten |                      | GTO                       | mehrere Starts |
|             | [ 26 ] [ 27 ] [ 28 ] | Ariane 64  |          | Uhura-1, ?              | Kommunikationssatellit        |                      |                           | GTO            |
|             |                      | Ariane 64  |          | KuiperSat               | Kommunikationssatelliten      |                      | LEO                       | 18 Starts      |

„TE“ steht für „Techologieerprobung“, das heißt für einen Satelliten zu Testzwecken.

## Mögliche Starts
Diese weiteren Startmöglichkeiten werden oder wurden von Arianespace angeboten.
| Lfd. Nr. | Datum, Belege | Typ       | Flug-Nr. | Kunde Nutzlast  | Art der Nutzlast        | Nutzlast in kg 1 ca. | Orbit 2    | Anmerkungen |
| -------- | ------------- | --------- | -------- | --------------- | ----------------------- | -------------------- | ---------- | ----------- |
|          | [ 30 ]        | Ariane 6  |          | Kleinsatelliten | Rideshare-Flug MLS #1   |                      | GTO        |             |
|          | [ 30 ]        | Ariane 64 |          | Kleinsatelliten | Rideshare-Flug GO-1     | > 4500               | GEO        |             |
|          |               | Ariane 64 |          | Kleinsatelliten | Rideshare-Flug zum Mond |                      | Fluchtbahn |             |